# Одри Карлан
Одри Карлан (на английски: Audrey Carlan) е американска писателка на произведения в жанра съвременен и еротичен любовен роман.

## Биография и творчество
Одри Карлан е родена през 1978 г. в Северна Калифорния, САЩ. От ранна възраст е запалена читателка на романтична литература. След дипломирането си работи като преподавателка по йога. Започва да пише вдъхновена от романа „Петдесет нюанса сиво“.
Първият ѝ роман „Тяло“ от поредицата „Троица“ е издаден през 2014 г., като същата година е издадена и поредицата ѝ „Паднали“.
През 2015 г. е издаден първия ѝ роман „Януари“ от поредицата ѝ „Момиче от календара“. В историята, главната героиня Мия Сондърс е принудена да работи като компаньонка в компанията на леля си, за да изплати огромния дълг на баща си. Тя трябва да прекарва всеки месец в рамките на една година с различен богат мъж, а това изглежда лесно само на пръв поглед. Зад фасадата на всеки един от тях тя открива нещо различно и добро. Книгите от поредицата стават бестселъри и я правят известна.
През 2016 г. е издаден романът ѝ „Устойчиви корени“ от поредицата „Лотосова къща“. В историята инструкторката по йога в лечебния център „Лотосова къща“, русокосата Женевиев Харпър, е ангажирана с отглеждането на двамата си братя и сестри след трагичния инцидент на родителите им. Тя няма време за сериозна връзка докато не среща бейзболиста Трент Фокс, който трябва да лекува скъсано сухожилие. А в изкуството на йога може да бъде много чувствено. През 2022 г. романът е екранизиран в едноименния филм с участието на Елизабет Поузи.
Одри Карлан живее със семейството си в Хермоса Бийч, Калифорния.

## Произведения

### Поредица „Троица“ (Trinity)
1. Body (2014)[1][3]
2. Mind (2014)
3. Soul (2015)
4. Life (2017)
5. Fate (2017)

### Поредица „Паднали“ (Falling)
1. Angel Falling (2014)[1][3]
2. London Falling (2014)
3. Justice Falling (2014)

### Поредица „Момиче от календара“ (Calendar Girl)
1. January (2015)[1][2][3]
Момиче от календара : януари, февруари, март, изд.: „Егмонт България“, София (2017), прев. Гергана Дечева
2. February (2015)
Момиче от календара : януари, февруари, март, изд.: „Егмонт България“, София (2017), прев. Гергана Дечева
3. March (2015)
Момиче от календара : януари, февруари, март, изд.: „Егмонт България“, София (2017), прев. Гергана Дечева
4. April (2015)
Момиче от календара : април, май, юни, изд.: „Егмонт България“, София (2017), прев. Гергана Дечева
5. May (2015)
Момиче от календара : април, май, юни, изд.: „Егмонт България“, София (2017), прев. Гергана Дечева
6. June (2015)
Момиче от календара : април, май, юни, изд.: „Егмонт България“, София (2017), прев. Гергана Дечева
7. July (2015)
Момиче от календара : юли, август, септември, изд.: „Егмонт България“, София (2017), прев. Гергана Дечева
8. August (2015)
Момиче от календара : юли, август, септември, изд.: „Егмонт България“, София (2017), прев. Гергана Дечева
9. September (2015)
Момиче от календара : юли, август, септември, изд.: „Егмонт България“, София (2017), прев. Гергана Дечева
10. October (2015)
Момиче от календара : октомври, ноември, декември, изд.: „Егмонт България“, София (2017), прев. Гергана Дечева
11. November (2015)
Момиче от календара : октомври, ноември, декември, изд.: „Егмонт България“, София (2017), прев. Гергана Дечева
12. December (2015)
Момиче от календара : октомври, ноември, декември, изд.: „Егмонт България“, София (2017), прев. Гергана Дечева

### Поредица „Лотосова къща“ (Lotus House)
1. Resisting Roots (2016)[1][2]
2. Sacred Serenity (2016)
3. Divine Desire (2016)
4. Limitless Love (2017)
5. Silent Sins (2018)
6. Intimate Intuition (2018)
7. Enlightened End (2018)

### Поредица „Международен човек“ (International Guy)
1. Paris (2018)[1][2][3]
2. New York (2018)
3. Copenhagen (2018)
4. Milan (2018)
5. San Francisco (2018)
6. Montreal (2018)
7. London (2018)
8. Berlin (2018)
9. Washington DC (2018)
10. Madrid (2018)
11. Rio (2019)
12. Los Angeles (2019)

### Поредица „Красиви мотористки“ (Biker Beauties)
1. Biker Babe (2019)[1][3]
2. Biker Beloved (2019)
3. Biker Brit (2020)
4. Biker Boss (2020)

### Поредица „Пожелание“ (Wish)
1. What the Heart Wants (2020)[1][3]
Какво желае сърцето, изд.: ИК „Плеяда“, София (2023), прев. Весела Ангелова
2. To Catch a Dream (2021)
Да уловиш мечта, изд.: ИК „Плеяда“, София (2023), прев. Весела Ангелова
3. On the Sweet Side (2022)
4. If Stars Were Wishes (2022)

### Поредица „Сестри по душа“ (Soul Sister)
1. Wild Child (2020)[1]
2. Wild Beauty (2021)
3. Wild Spirit (2021)

### Екранизации
- 2022 Resisting Roots